# Paisios Svatohorec
Svatý Paisios Svatohorec či Paisios z Hory Athos, v češtině též zaužívaná podoba jména Pajsij (světským jménem: Arsenios Eznepidis; 25. července 1924, Yahyalı – 12. července 1994, Souroti) byl řecký pravoslavný mnich a poustevník. Je jedním z nejuctívanějších světců pravoslavné církve.

## Život
Narodil se 25. července 1924 v obci Farasa (dnes Yahyalı) v Kappadokii během výměny obyvatelstva mezi Řeckem a Tureckem. Po výměně se jeho rodina usadila ve městě Konitsa v regionu Epirus. Zde vyrostl a vyučil se tesařem.
Během Řecké občanské války sloužil jako radista. V roce 1945 Arsenios narukoval do armády. S odvahou a sebeobětováním požádal o boj v první linii místo ženatých mužů, aby jejich rodiny netrpěly bolestí ze ztráty milovaného člověka. V tomto období sloužil opět jako radista.
Roku 1950 odešel na horu Athos. Stal se poslušníkem mnicha Kyrillose, pozdějšího představeného monastýru Koutloumousiou. Poté odešel do monastýru Esfigmenu, kde byl 27. března 1954 postřižen na rjasofora se jménem Averkios. Dne 12. března 1957 jej starec Simeon postřihnul do malé schimy se jménem Paisios. Následně odešel do monastýru Stomio a roku 1962 na horu Sinaj. O dva roky později se vrátil na Athos, kde se usadil v monastýru Iviron. V tomto období se jeho duchovním učitelem stal ruský mnich Tichon.
Roku 1966 vážně onemocněl a byl hospitalizován v nemocnici v Soluni, kde podstoupil operaci, při níž mu byla odstraněna část plíce. Po uzdravení odešel do monastýru svatého Jana Bohoslova v Souroti. Roku 1967 se vrátil na Athos, konkrétně do Katounakie. Od roku 1978 pobýval v kelii Panaguda náležící monastýru Koutloumousiou. Sem k němu proudilo tisíce lidí. V říjnu 1993 odešel do monastýru v Souroti.
Vedl velmi asketický život. I přes své nemoci se věnoval fyzické práci. Po roce 1993 měl krvácení do mozku, ale hospitalizaci odmítl. Byl mu diagnostikován nádor tlustého střeva. Podstoupil operaci, ale nemoc se nezastavila, nádor metastázoval do plic a jater. Dne 13. června 1994 se Paisios rozhodl odejít na Athos, v čemž mu zabránila dušnost a vysoká horečka. Na konci června bylo oznámeno, že mu zbývají dva až tři týdny života. V posledních dnech svého života se rozhodl neužívat žádné léky, a to i přes strašlivou bolest způsobenou jeho nemocí.
Zemřel 12. července 1994 a byl pohřben v monastýru v Souroti. U jeho hrobu došlo k četným uzdravením.
Během života měl několikrát zjevení Ježíše Krista, Panny Marie různých svatých.

## Kanonizace
Dne 13. ledna 2015 byl Svatým synodem Konstantinopolského patriarchátu svatořečen. Jeho památka byla stanovena na 12. července (podle juliánského kalendáře 29. července).